# Torrente 5. – A kezdő tizenegy
A Torrente 5. – A kezdő tizenegy (Torrente 5: Operación Eurovegas) a Torrente-sorozat ötödik epizódja, melynek írója, rendezője és főszereplője Santiago Segura. A filmben a korábbi részekkel ellentétben kevesebb spanyol híresség szerepel, viszont több olyan színész is felbukkan, akik a korábbi részekben is benne voltak. Emellett az egyik főszerepben Alec Baldwin látható. Sokáig szó volt róla, hogy a magyarországi népszerűség miatt Torrente magyar hangja, Csuja Imre is kap egy rövid szerepet a filmben, de ettől pénzügyi okok miatt végül elálltak. A cselekmény A dicső tizenegy című film egyfajta paródiája, mely azonban sokak szerint a leggyengébb epizód a sorozat történetében.[forrás?]

## Cselekmény
2018-ban José Luis Torrente kiszabadul a börtönből, ahol a börtönkoszt miatt látványosan lefogyott. Régi ismerősei, Cuco (akiről úgy hittük, hogy meghalt, de mégsem) és Jesusín fogadják őt, akik bevezetik a megváltozott új világba. Ebben az alternatív jövőben Katalónia elnyerte függetlenségét Spanyolországtól, amelyet kizártak az Európai Unióból, a peseta újra a hivatalos fizetőeszköz, Torrente régi autójában egy néger lakik, El Fary síremlékét meggyalázták, a Vicente Calderónt pedig lebontották. Eme szörnyűségek láttán Torrente, aki eddig mindig a törvényt szolgálta, elhatározza, hogy a bűn útjára lép. Kapóra jön neki, hogy megismert néhány alvilági figurát a börtönben, akik beszéltek neki egy bizonyos John Marshallról. Az illető háborús veterán, tolószékhez van kötve, és angolul jobban ért, mint spanyolul, de kidolgozott egy mesteri tervet. Ki akarja rabolni az Eurovegas-kaszinót, méghozzá a 2018-as labdarúgó-világbajnokság döntője alatt (amit Argentína és Katalónia játszanak egymás ellen). Torrente önként ajánlkozik a feladatra, hogy összeszed egy csapatot, mint régen, hogy véghez vigye a küldetést, miközben Marshall kamerákon keresztül követi ténykedésüket. A terv nagyban hasonlít "A dicső tizenegy", illetve az "Ocean's Eleven" című filmekben látható módszerekre (bár Torrente szerint csak az előbbire): bérelnek egy meghatározott szobát a kaszinó szállodájában, ahonnét be tudnak jutni a kameramegfigyelő-rendszerbe, míg egy másik csapat a csatornarendszeren keresztül berobbantja magát a kaszinó páncéltermére, ahol Torrente és társa eljutva a széfig, egy különleges kód birtokában kirámolják azt. A csapat régi barátaiból áll össze, egy igazi szedett-vedett társaság, akik régi ismerősénél, Reme asszonynál és Amparitónál gyülekeznek.
A terv megvalósítása során kudarcot kudarcra halmoznak, amit Marshall fejcsóválások közepette vesz tudomásul. Végül csodával határos módon Torrentéék mégis eljutnak a széfig és kirámolják azt. A pénz szétosztása helyett azonban Reméékhez megy, azt tervezve, hogy lelép az egésszel és nem ad belőle senkinek. Marshall azonban megtudja ezt, és már a helyszínen vár rájuk, ahol kiderül róla, hogy nincs is tolószékhez kötve. Elveszi Torrentétől a pénzt és menekülőre fogja. Egy kihalt repülőtérre megy (amit soha nem nyitottak meg, mivel a madridi olimpiára készült, de a rendezési jogot is visszavonták tőlük), ahol Torrente és csapata már várják őt. Kalandos módon visszaszerzik a pénzt, és egy éppen ott veszteglő utasszállító repülőre szállnak fel, hogy azzal szökjenek meg. Miközben Jesusín az internetről próbálja megtanulni, hogy kell elvezetni a gépet, a bosszúszomjas Marshall és a rendőrség is a nyomukban van. Végül sikerül felszállniuk, ám a gép valahol Közép-Amerikában lezuhan. Torrente úgy gondolja, hogy ennyi pénzzel minden gondjuk megoldódik majd, de csakhamar kiderül számukra, hogy átverték őket. A zsákban csak játékpénz van, miután egyikük, a mindenki által lesajnált autista Ricardito kicserélte azokat, amikor nem figyeltek oda, majd meglépett tőlük – a pénze miatt pedig Amparito is megkörnyékezte, de Reme asszonynak is jutott belőle. Torrente és társai így hát egy karibi strandon próbálnak személyzetként dolgozni, hogy megkeressék maguknak az elbukott pénzt.

## Szereplők
| Színész              | Szerep             | Magyar hang         |
| -------------------- | ------------------ | ------------------- |
| Santiago Segura      | José Luis Torrente | Csuja Imre          |
| Julián López         | Cuco               | Karácsonyi Zoltán   |
| Jesulín de Ubrique   | Jesusín            | Debreczeny Csaba    |
| Alec Baldwin         | John Marshall      | Dörner György       |
| Damián Ramos         | Damián             | Botár Endre         |
| Álvaro Tortosa       | Dientes            | Márkus Sándor       |
| Cañita Brava         | Antoñito           | Józsa Imre          |
| José María Rubio     | Manolito Barragán  | Fodor Tamás         |
| Angy Fernández       | Chiqui             | Tarr Judit          |
| Anna Simon           | Paqui              | Ligeti Kovács Judit |
| Florentino Fernández | Genaro             | Mészáros Máté       |
| Carlos Areces        | Ricardito          | Elek Ferenc         |
| Chus Lampreave       | Reme asszony       | Erdélyi Mari        |
| Neus Asensi          | Amparito           | Andresz Kati        |
| José Luis Barroso    | Jubilado           | Szokolay Ottó       |

## Folytatás
2021 augusztusában Santiago Segura bejelentette, hogy elkezdte a 6. részt is tervezni.